# Uranotaenia ascidiicola
Uranotaenia ascidiicola är en tvåvingeart som beskrevs av Johannes Cornelis Hendrik de Meijere 1910. Uranotaenia ascidiicola ingår i släktet Uranotaenia och familjen stickmyggor.